# Антропски принцип
Антропски принцип, такође познат као „ефекат селективног посматрања“,  је хипотеза, коју је први пут предложио Роберт Дике 1957. године, да је колична могућих запажања о универзуму ограничена чињеницом да се посматрања могу дешавати само у универзуму способном да развије интелигентан живот.  Заговорници антропског принципа тврде да он објашњава зашто овај универзум има старост и основне физичке константе неопходне за прилагођавање свесног живота, јер да се било шта одиграло другачије, не би постојао нико у близини да врши запажања. Антропско резоновање се често користи да би се развијала идеја како је универзум фино подешен за постојање живота . 
Постоји веома много различитих формулација антропског принципа. Филозоф Ник Бостром их броји преко тридесет, али основни принципи се могу поделити на „слабе“ и „јаке“ форме, у зависности од врсте космолошких тврдњи које подразумевају. Слаб антропски принцип ( ВАП ), како га је дефинисао Брендон Картер, наводи да је привидно фино подешавање универзума резултат пристрасности селекције (посебно пристрасности преживљавања ). Већина таквих аргумената се ослања на неку врсту мултиверзума како би постојао довољан статистички број универзума од којих се може изабрати. Међутим, један овако огроман универзум је ипак довољан за већину облика ВАП-а који се посебно не баве финим подешавањем. Картер је разликовао ВАП од снажног антропског принципа ( САП ), који сматра да је универзум у неком смислу приморан да на крају у њему настане свестан и разуман живот.   Облик овог другог познат као партиципативни антропски принцип, који је артикулисао Џон Арчибалд Вилер, сугерише на основу квантне механике да се универзум, као услов његовог постојања, мора посматрати, што подразумева и једног или више посматрача. Још јачи је коначни антропски принцип ( ФАП ), који су предложили Џон Д. Бароу и Френк Типлер, посматрајући структуру универзума тако да се може изразити деловима информација на начин да је обрада информација неизбежна и вечна. 